# Discografia de Misfits
Discografia da banda de punk rock Misfits.

## Álbuns de estúdio
| Ano                                            | Detalhes                                                                                      | Posições nas paradas | Posições nas paradas | Posições nas paradas |
| Ano                                            | Detalhes                                                                                      | US                   | US                   | US                   |
| Ano                                            | Detalhes                                                                                      | Billboard 200        | Heatseekers          | Independent          |
| ---------------------------------------------- | --------------------------------------------------------------------------------------------- | -------------------- | -------------------- | -------------------- |
| 1982                                           | Walk Among Us - Lançado: março de 1982 - Lançado: Ruby/Slash (R2 79947) - Formato: LP, CS, CD | —                    | —                    | —                    |
| 1983                                           | Earth A.D./Wolfs Blood - Lançado: dezembro de 1983 - Lançado: Plan 9 - Formato: LP, CS, CD    | —                    | —                    | —                    |
| 1997                                           | American Psycho - Lançado: 13 de maio de 1997 - Selo: Geffen (GEFD-25126) - Formato: CD       | 117                  | —                    | —                    |
| 1997                                           | Static Age[I] - Lançado: 15 de julho de 1997 - Lançado: Caroline (CAROL 7520-2) - Formato: CD | —                    | —                    | —                    |
| 1999                                           | Famous Monsters - Lançado: outubro de 1999 - Selo: Roadrunner (168 618 658-2) - Formato: CD   | 138                  | —                    | —                    |
| 2003                                           | Project 1950 - Lançado: 29 de julho de 2003 - Selo: Misfits - Formato: CD                     | 133                  | 2                    | 5                    |
| 2011                                           | The Devil's Rain - Lançado: 4 de outubro de 2011 - Selo: Misfits - Formato: CD                | 70                   | —                    | 12                   |
| "—" denota que o álbum não chegou nas paradas. |                                                                                               |                      |                      |                      |

↑ I Static Age foi gravado em 1978 mas ão foi lançado totalmente até 1996, como parte da caixa Misfits. Foi lançado individualmente em 1997.

## Álbuns ao vivo
| Álbuns      | Ano  | Midia  |
| ----------- | ---- | ------ |
| Evilive     | 1983 | LP, CD |
| Evillive II | 1998 | CD     |
| Dead Alive! | 2013 | LP, CD |

## EPs
| Título           | Ano  | Midia |
| ---------------- | ---- | ----- |
| Beware           | 1980 | EP    |
| 3 Hits from Hell | 1981 | EP    |
| Evilive          | 1982 | LP    |

## Compilações
| Álbuns              | Ano  | Midia      |
| ------------------- | ---- | ---------- |
| Legacy of Brutality | 1985 | LP, CS, CD |
| Misfits             | 1986 | LP, CS, CD |
| Collection II       | 1995 | CD         |
| Cuts from the Crypt | 2001 | CD         |

## Singles
| Ano                                                 | Single                      | Álbum            |
| --------------------------------------------------- | --------------------------- | ---------------- |
| 1977                                                | "Cough/Cool"                | —                |
| 1978                                                | "Bullet"                    | Static Age       |
| 1979                                                | "Horror Business"           | —                |
| 1979                                                | "Night of the Living Dead"  | —                |
| 1981                                                | "Halloween"                 | —                |
| 1984                                                | "Die, Die My Darling"       | —                |
| 1997                                                | "Dig Up Her Bones"          | American Psycho  |
| 1998                                                | "I Wanna Be a NY Ranger"    | —                |
| 1999                                                | "Scream!"                   | Famous Monsters  |
| 1999                                                | "Monster Mash"              | —                |
| 2002                                                | "Day the Earth Caught Fire" | —                |
| 2003                                                | "This Magic Moment"         | Project 1950     |
| 2006                                                | "Psycho in the Wax Museum"  | —                |
| 2009                                                | "Land of the Dead"          | —                |
| 2011                                                | "Twilight of the Dead"      | The Devil's Rain |
| 2013                                                | "Descending Angel"          | Famous Monsters  |
| 2013                                                | "Horror Xmas"               | —                |
| 2015                                                | "Zombie Girl"               | —                |
| 2015                                                | "Vampire Girl"              | —                |
| "—" denota singles que não fizeram parte de álbuns. |                             |                  |

## Álbuns cancelados
| Ano  | Detalhes                                                |
| ---- | ------------------------------------------------------- |
| 2001 | 12 Hits from Hell[I] - Selo: Caroline - Formato: LP, CD |

↑ I 12 Hits from Hell foi cancelado devido a um pedido de Glenn Danzig e Jerry Only. Apenas cópias promocionais foram lançadas, e todas as cópias destinadas a distribuição foram destruídas.

## Vídeos
| Ano  | Detalhes                                                                                     |
| ---- | -------------------------------------------------------------------------------------------- |
| 2003 | Project 1950[I] - Lançamento: 29 de julho de 2003 - Selo: Misfits (RCD 10643) - Formato: DVD |

↑ I O DVD foi embalado com álbum Project 1950.

## Box sets
| Ano  | Detalhes                                                                                               | Certificações (Vendas) |
| ---- | --- | ---------------------- |
| 1996 | The Misfits - Lançamento: 27 de fevereiro de 1996 - Selo:Caroline (CAR 7529-2) - Formato: 4-CD box set | EUA: Ouro              |